# Tomești, Harghita
Tomești (în maghiară Csíkszenttamás) este satul de reședință al comunei cu același nume din județul Harghita, Transilvania, România. Până în anul 2004 a fost sat, parte din comuna Cârța.

## Clădiri istorice
- Aici se găsește unul din castelele familiei Apafi din Transilvania (parțial ruinat).
- La o distanță de cca 1 kilometru de centrul comunei se găsesc ruinele turnului bisericii medievale "Csonkatorony"

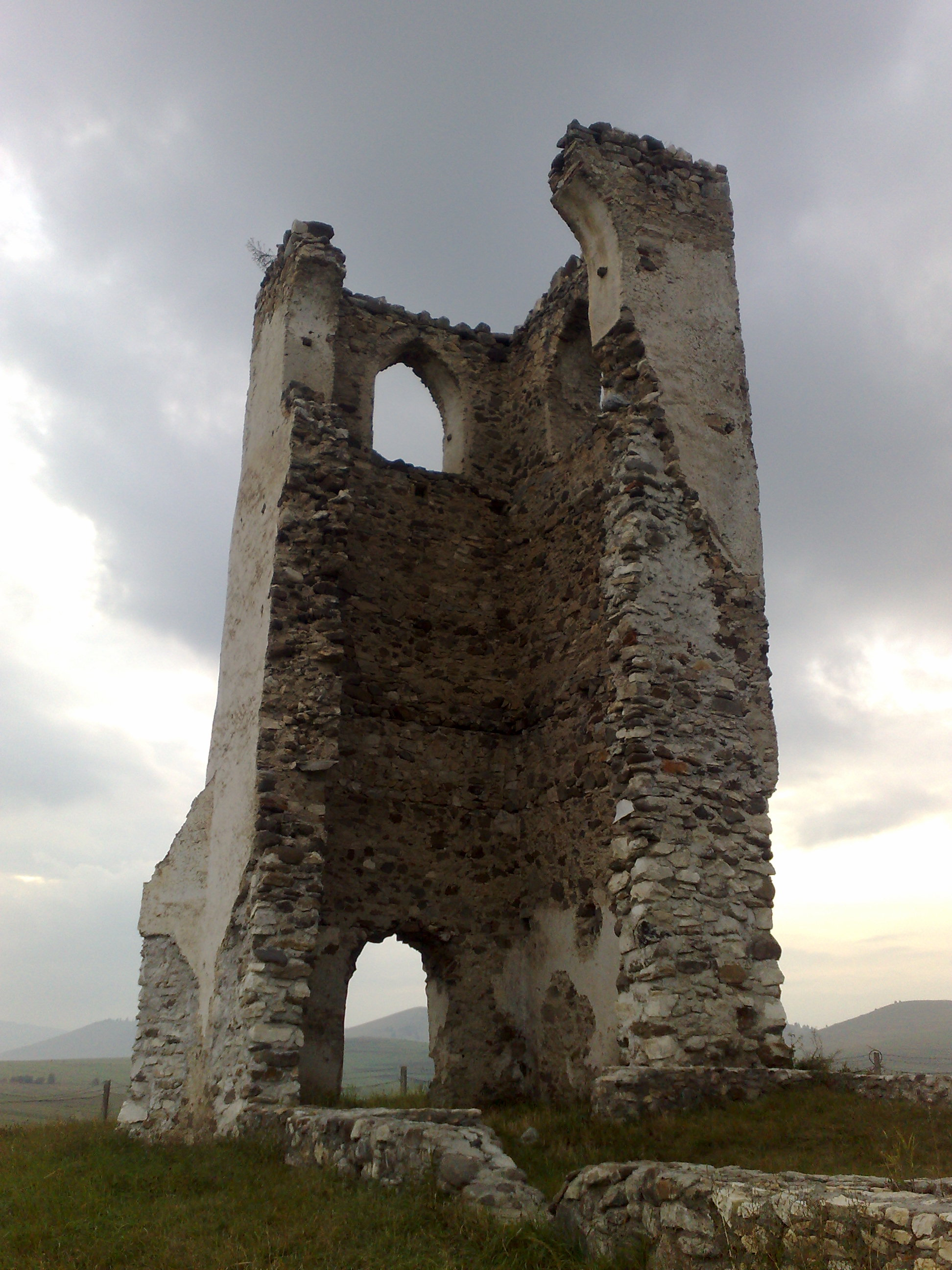
Ruinele turnului bisericii medievale "Csonkatorony"